# 1100 Arnica
Arnica (asteroide 1100) é um asteroide da cintura principal, a 2,7094652 UA. Possui uma excentricidade de 0,0651128 e um período orbital de 1 802,13 dias (4,94 anos).
Arnica tem uma velocidade orbital média de 17,49566955 km/s e uma inclinação de 1,03367º.
Esse asteroide foi descoberto em 22 de setembro de 1928 por Karl Reinmuth.